# Peter Friedrich Arndt
Peter Friedrich Arndt (ur. 23 sierpnia 1817 w Trzebiatowie, zm. 2 sierpnia 1866 w Berlinie) – niemiecki matematyk, profesor Uniwersytetu w Berlinie.

## Życiorys
Studiował matematykę i pedagogikę na Uniwersytecie w Greifswaldzie. Po ukończeniu studiów, został starszym wykładowcą w gimnazjum w Stralsundzie. W 1854 r. habilitował się jako wykładowca (niem. Privatdozent) na Uniwersytecie Humboldtów w Berlinie, gdzie w 24 marca 1862 roku został mianowany profesorem matematyki.
Swoje prace naukowe wydawał prawie wyłącznie w czasopismach naukowych, w tym dla „Archiv der Mathematik und Physik” lub „Journal für die reine und angewandte Mathematik”. Oprócz analizy algebraicznej zajmował się głównie całkami i teorią liczb.
Peter Friedrich Arndt zmarł na cholerę w wieku 49 lat w Berlinie.

## Literatura dodatkowa
- Arndt, Peter Friedrich, Deutsche biographische Enzyklopädie, München [u.a.], Saur 1995, s. 175